# Henkäys Ikuisuudesta
„Henkäys Ikuisuudesta“ (буквално: Въздишка от рая) е името на първия самостоятелен албум с коледни песни на финландската певица Таря Турунен, който тя издадава на 8 ноември 2006. В записите взимат участие инструменталисти и хор. Албумът включва песни на коледна тематика. Една част от тях са на композитори като Бах, Сибелиус и Шуберт, а други са нови, като в една от песните – „Kuin henkäys ikuisuutta“ съ-автор е самата Турунен.
На 25 октомври, по-малко от месец преди датата на официалното излизане на албума, песента „You Would Have Loved This“ е издадена във формат сингъл.

## Песни
1. Kuin henkäys ikuisuutta – музика Таря Турунен и Еса Ниеминен, текст Синика Свард
2. You Would Have Loved This – музика и текст Кори Конорс
3. Happy new year – музика и текст Бени Андершон и Бьорн Улвеус, (текст на испански Бъди и Мери МакКлъски)
4. En etsi valtaa, loistoa – музика Ян Сибелиус, текст Захариас Топелиус, (текст на фински – анонимен автор)
5. Happy Christmas (War is Over) – музика и текст Джон Ленън
6. Varpunen jouluaamuna – музика Ото Котилаинен, текст Захариас Топелиус, (текст на фински К. А. Хугберг)
7. Аве Мария (Франц Шуберт)Ave Maria – музика Франц Шуберт, текст Сър Уолтър Скот (текст на немски Адам Сторк)
8. The eyes of a child – музика и текст Грейъм Ръсел и Рон Блум
9. Mökit nukkuu lumiset – музика Хейно Каски, текст Ейно Лейно
10. Jo joutuu ilta – музика Ян Сибелиус, текст Захариас Топелиус, (текст на фински Аино Суонио)
11. Marian poika – музика и текст Джестър Хеърстон, (текст на фински Сауво Пухтила)
12. Магнификат: Quia respexit – музика Йохан Себастиан Бах, библейски текст
13. Walking in the Air – музика и текст Хауърд Блейк
14. Jouluyö, juhlayö – музика Франц Грубер, текст Йосиф Мор, (текст на фински Г. О. Шьонеман)